# Radvanice (kraj ołomuniecki)
Radvanice – miejscowość i gmina (obec) w Czechach, w kraju ołomunieckim, w powiecie Przerów. W 2022 roku liczyła 278 mieszkańców.
Należy do mikroregionu Pobečví.